# Hymenostephium microcephalum
Hymenostephium microcephalum là một loài thực vật có hoa trong họ Cúc. Loài này được (Less.) S.F.Blake mô tả khoa học đầu tiên năm 1918.